# ドーリア・パンフィーリ美術館

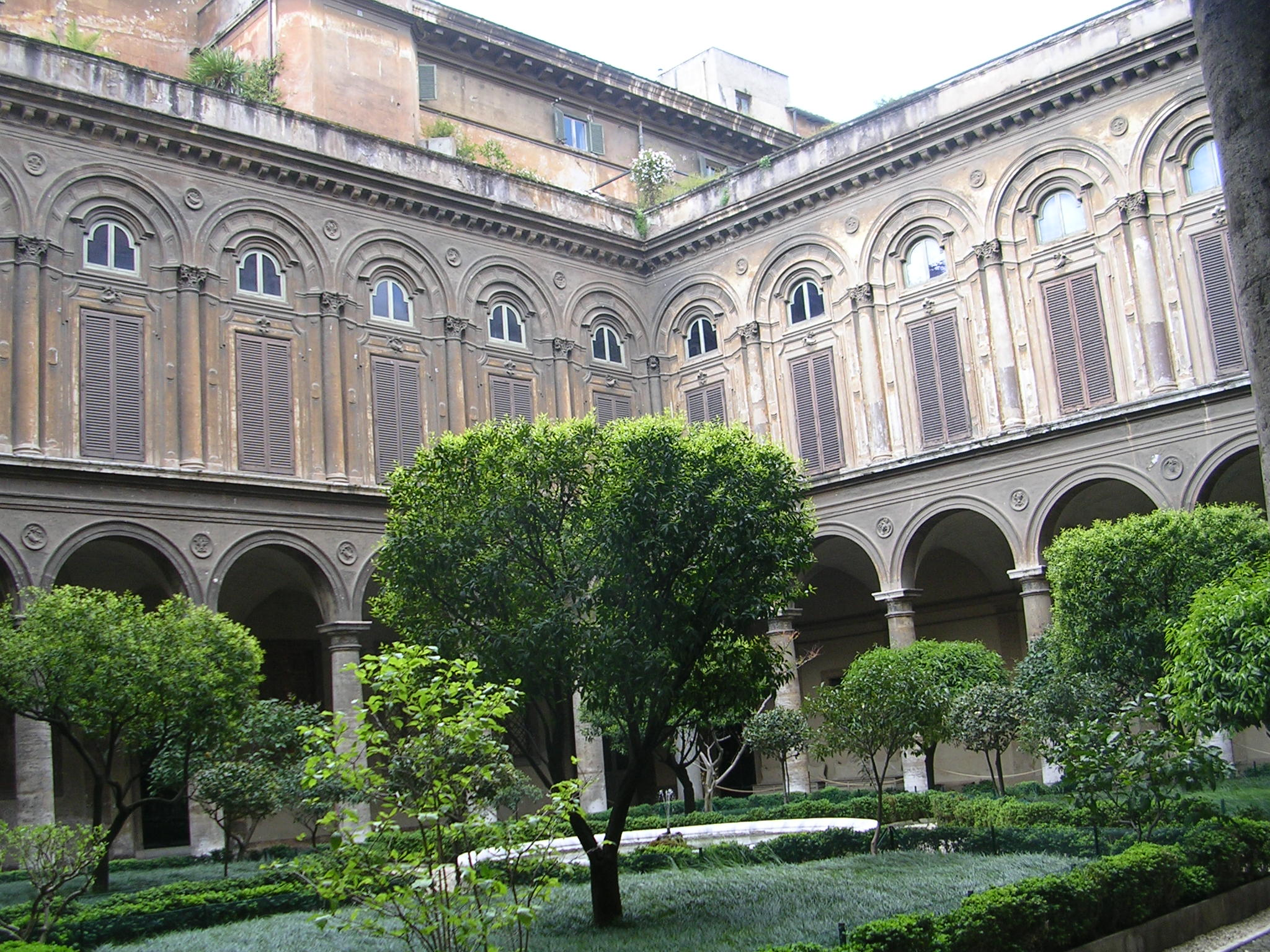
ドーリア・パンフィーリ美術館中庭

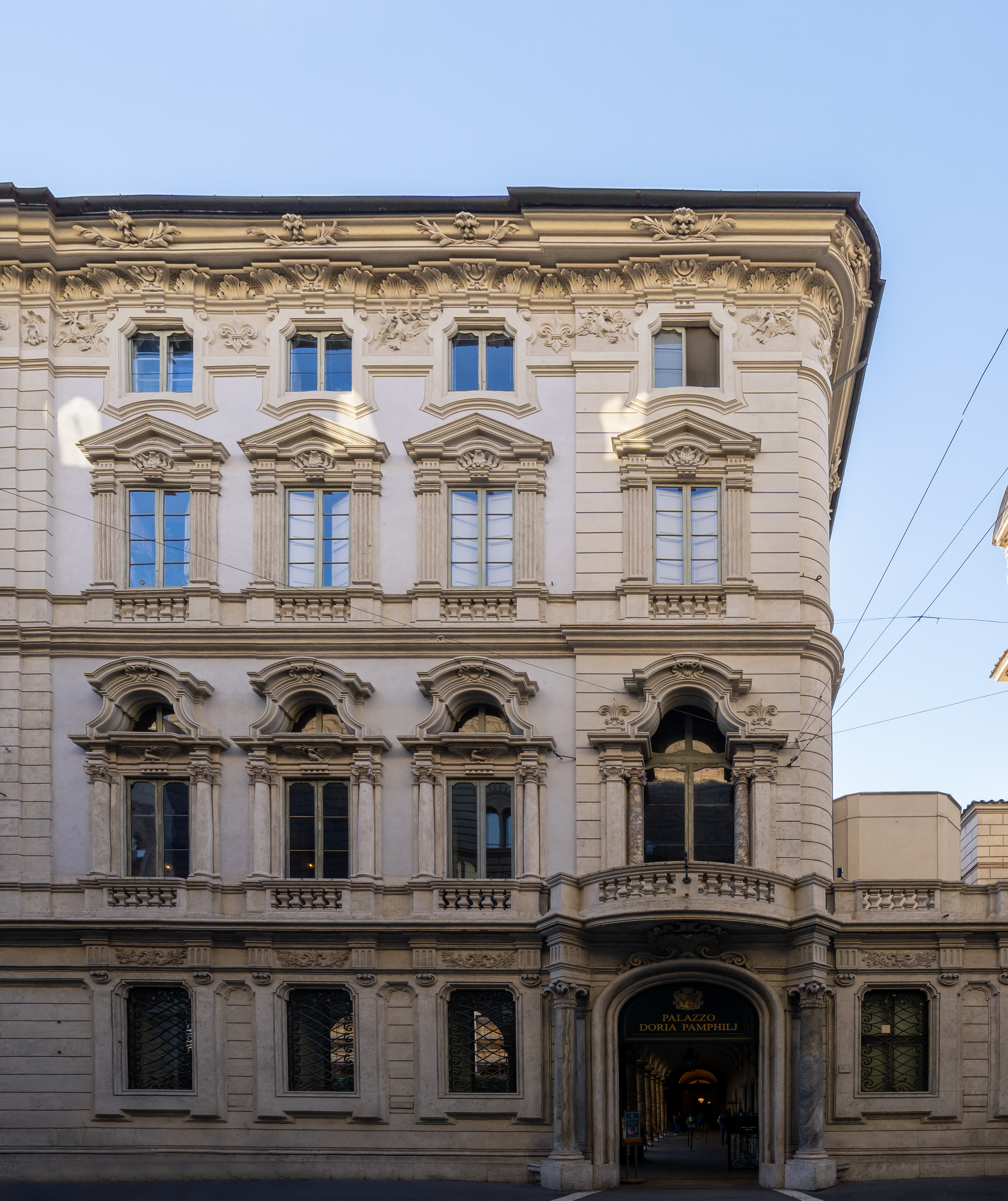

ドーリア・パンフィーリ美術館(Doria Pamphilj Gallery)は、イタリアローマにある美術館。
ドーリアの名はアンドレア・ドーリアに連なるドーリア家のもの。美術館の建物はドーリア家が18世紀にジェノヴァからローマに移住してきてパンフィーリ家とひとつになってより建設されたパラッツォをそのまま美術館に流用したもので、現在も子孫が居住しているという。
展示方法は、その住居としてのパラッツォの展示スペースとして確保された領域の、廊下といわず部屋といわず適当に陳列されているという。
同館内で美術品の修復作業も行われている。

## 画家と彫刻家
アンニーバレ・カラッチ、チーゴリ、カルロ・サラチェーニ、グエルチーノ、 
ディエゴ・ベラスケス 、ベルニーニ 、アントニオ・テンペスタ、
カラヴァッジオ、 
ラファエロ、ティツィアーノ、en:Ludovico Mazzolino、アントニアッツォ・ロマーノ、
ロレンツォ・ロット、グイド・レーニ、マルチェッロ・ヴェヌスティ、イル・サッソフェッラート、
パウル・ブリル、  
アルガルディ、ドメニキーノ、ティツィアーノ・ヴェチェッリオ、フランソワ・デュケノア、ヤン・マビューズ 、セバスティアーノ・デル・ピオンボ、
フィリッポ・リッピ他

## コレクション

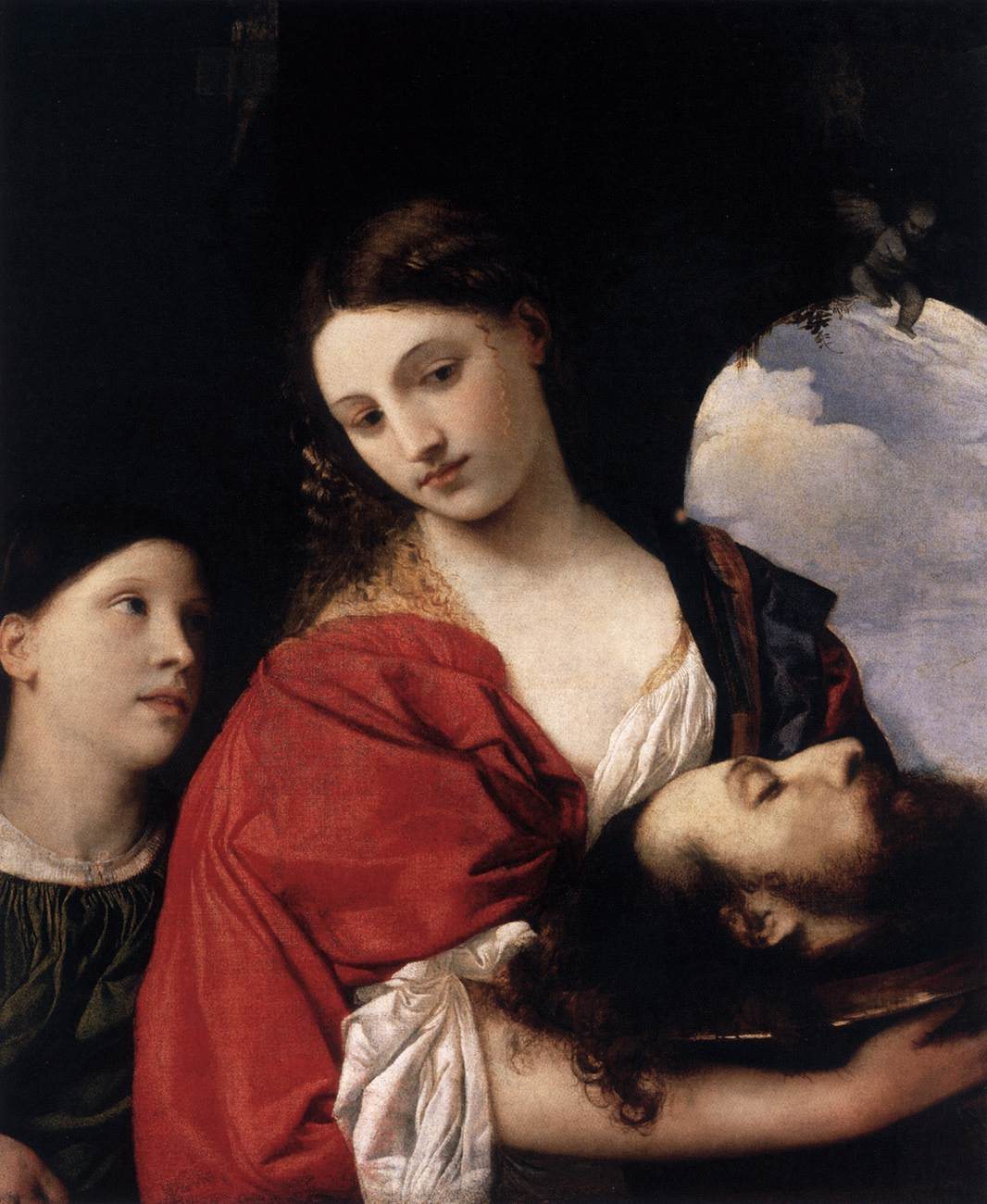
ティツィアーノ 『洗礼者ヨハネの首を持つサロメ』 90 x 72 cm
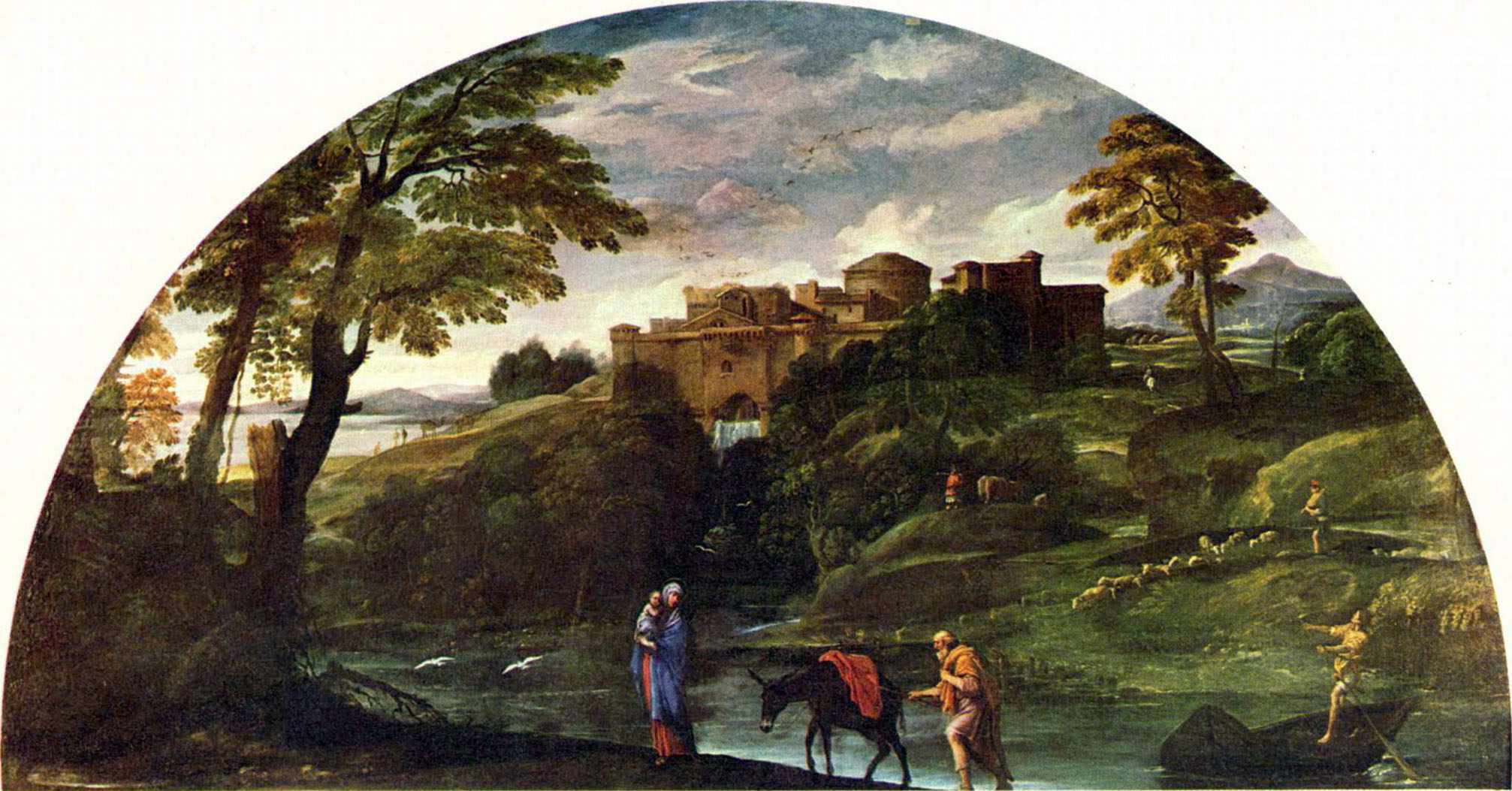
アンニーバレ・カラッチ 『エジプトへの逃避のある風景』 122 x 230 cm
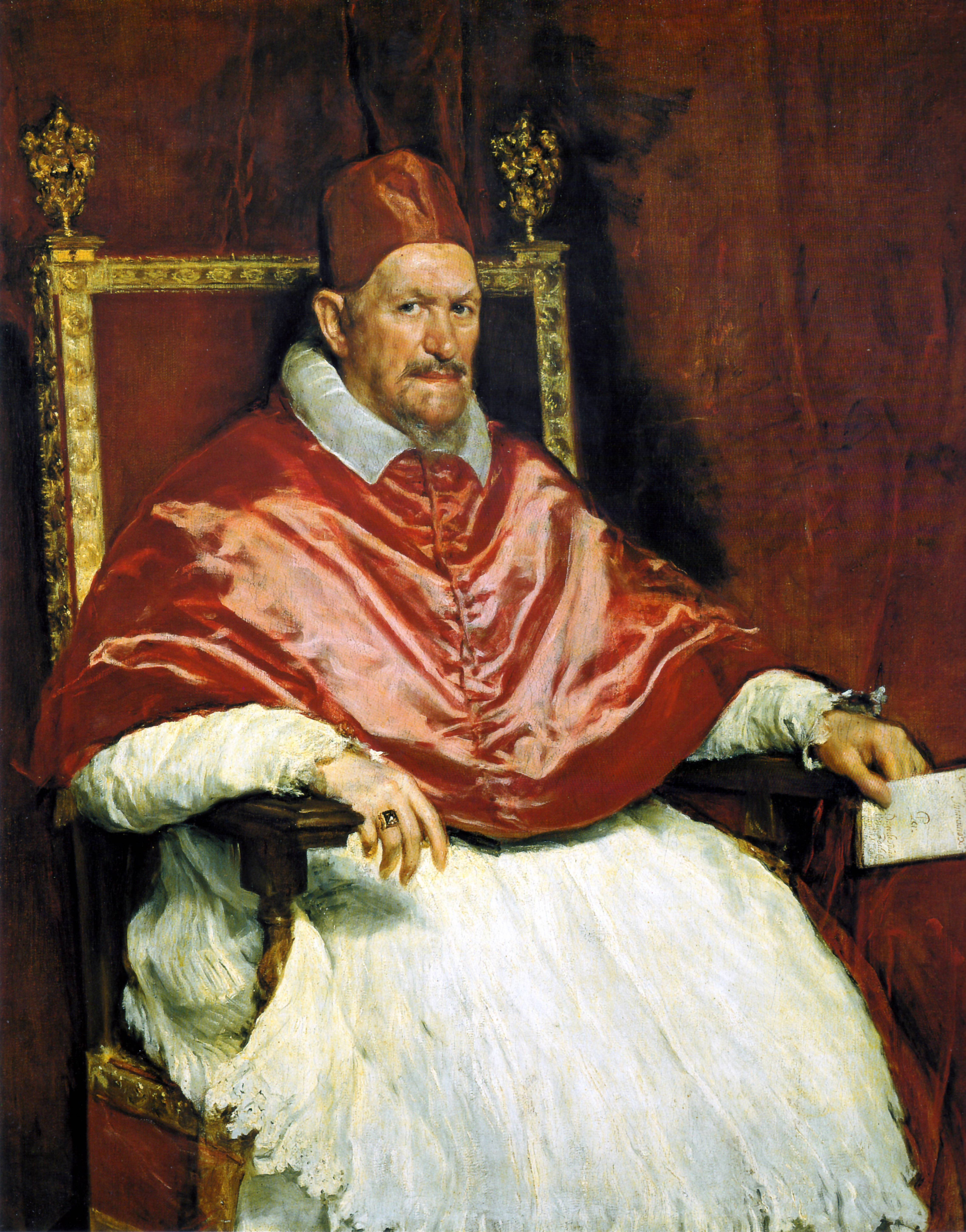
ディエゴ・ベラスケス 『インノケンティウス10世の肖像』 141 x 119 cm
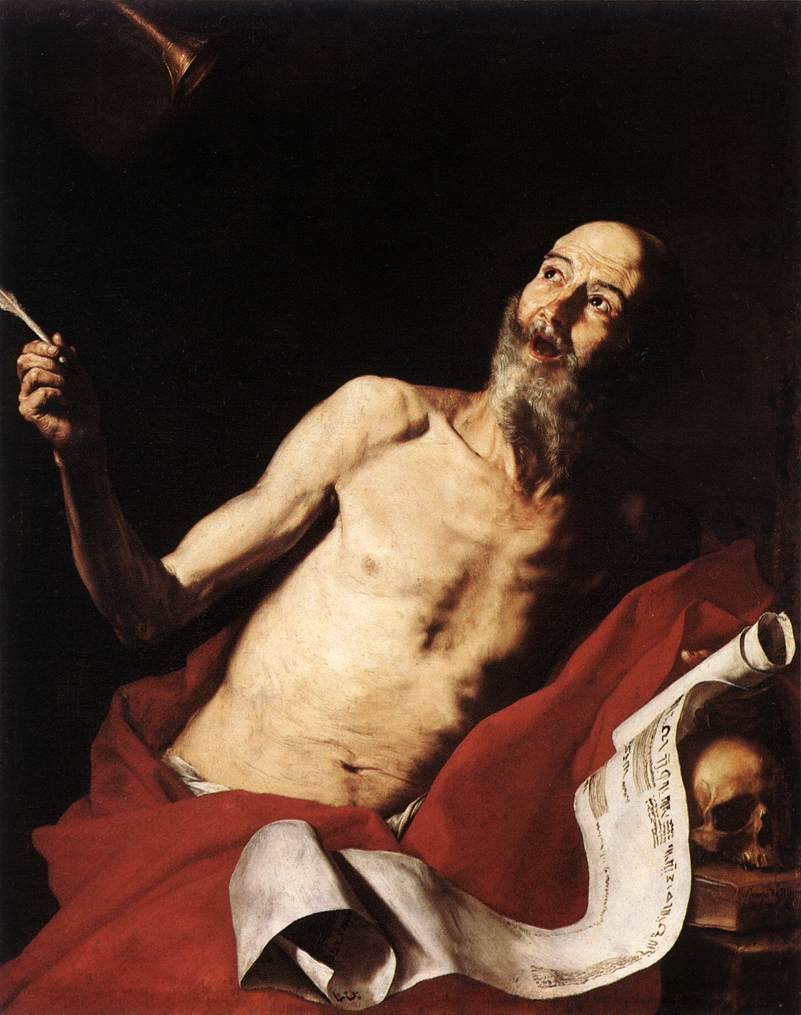
ホセ・デ・リベーラ St. Jerome 128.5 x 102 cm
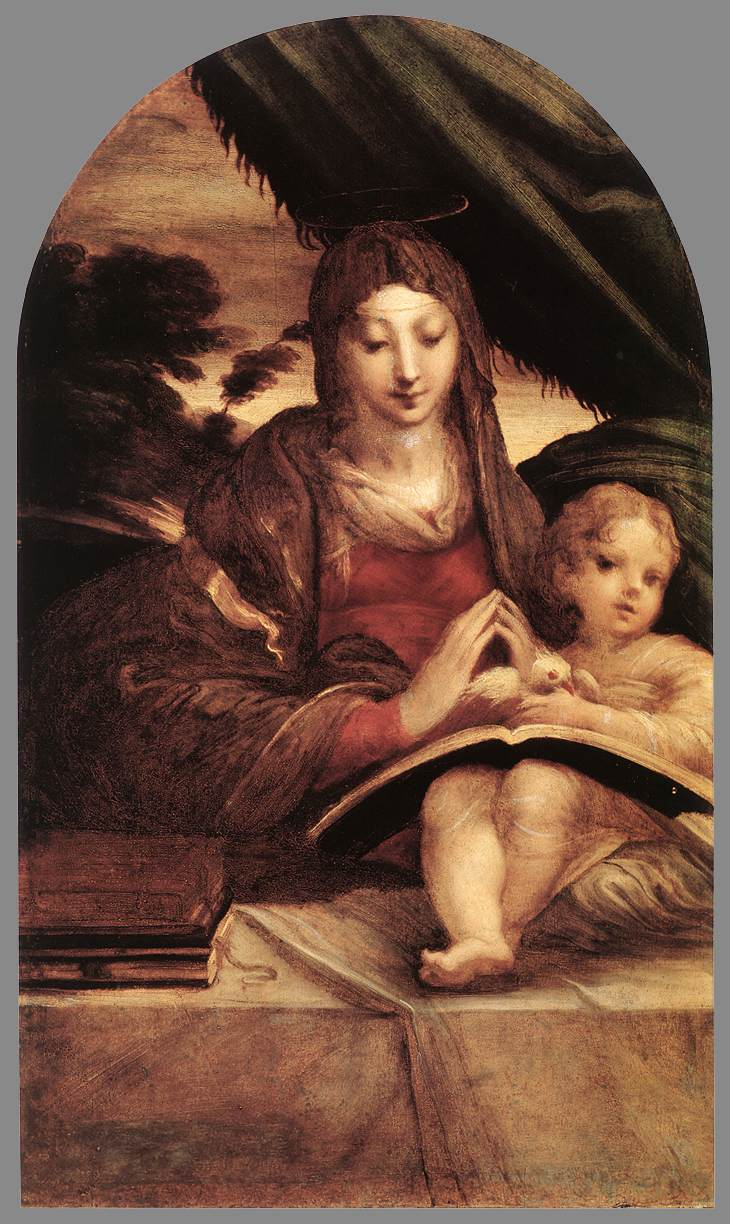
パルミジャニーノ Madonna and Child 59 x 34 cm
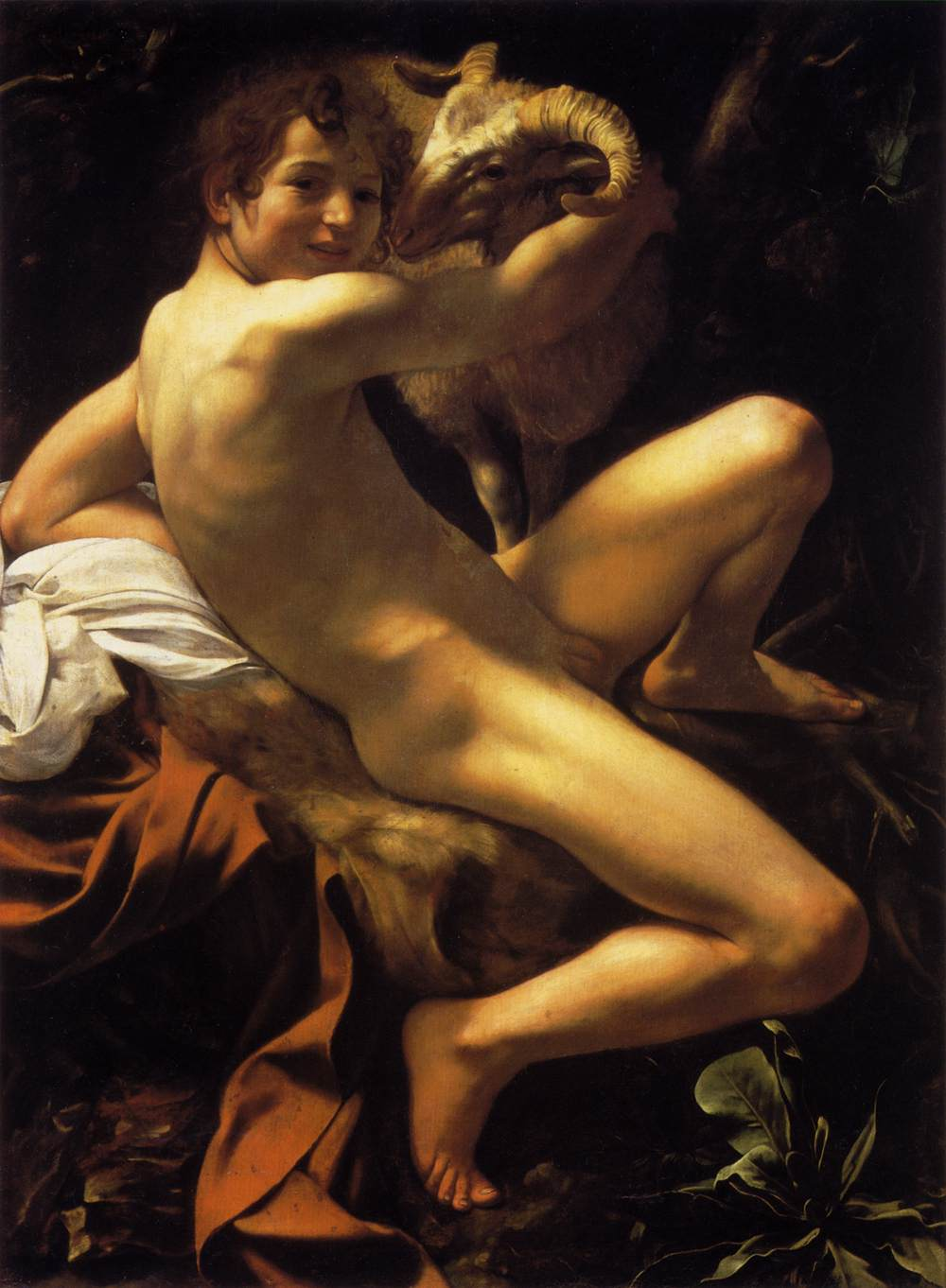
カラヴァッジオ 『洗礼者聖ヨハネ』 129 x 94 cm
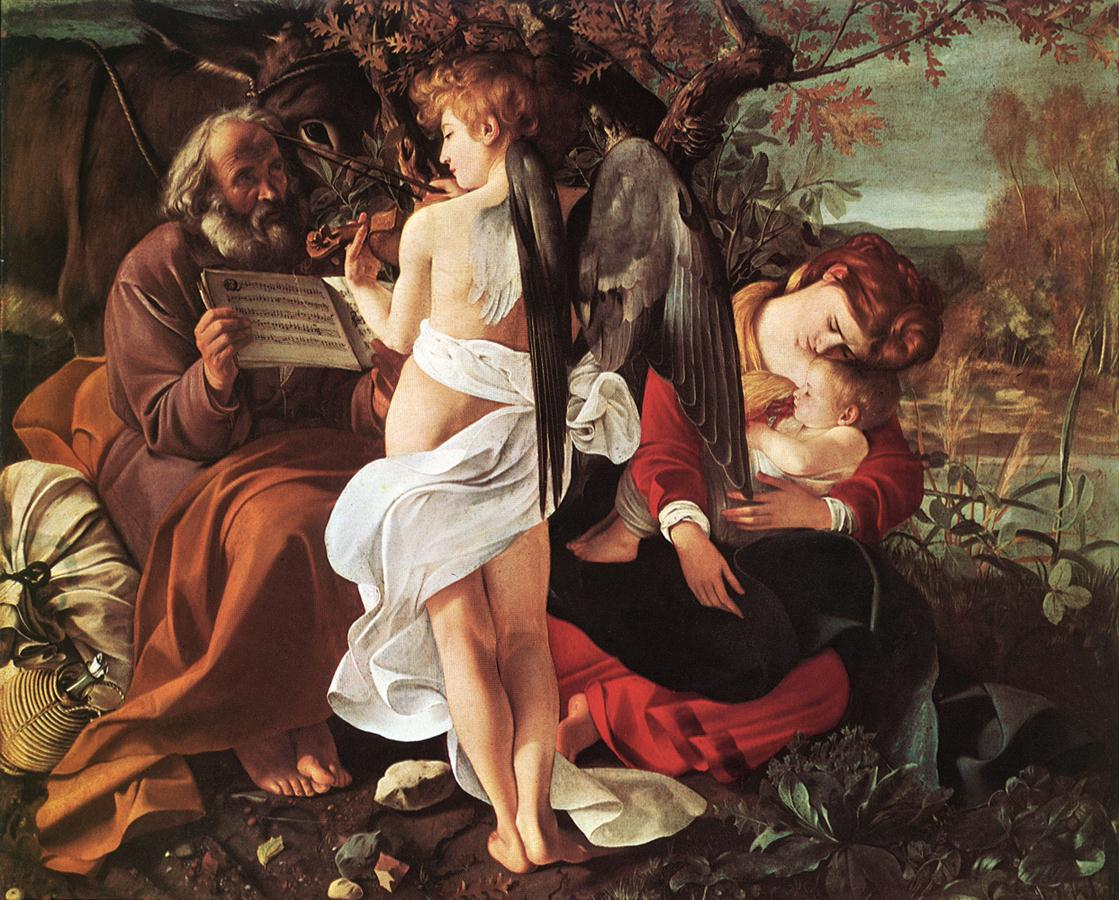
カラヴァッジオ 『エジプト逃避途上の休息』 133.5 x 166.5 cm
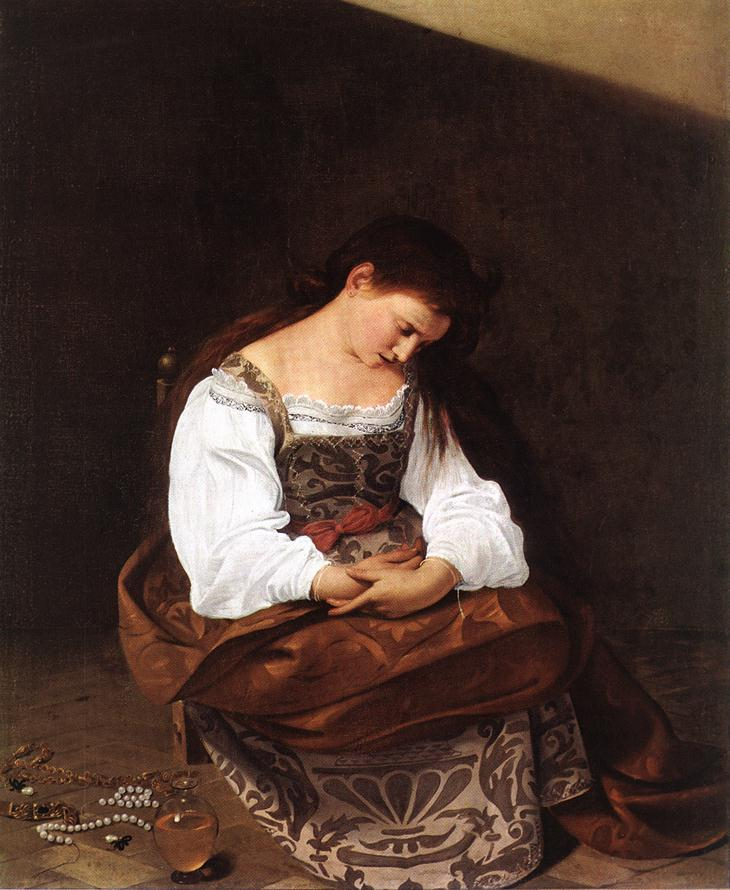
カラヴァッジオ 『悔悛するマグダラのマリア』 122.5 x 98.5 cm
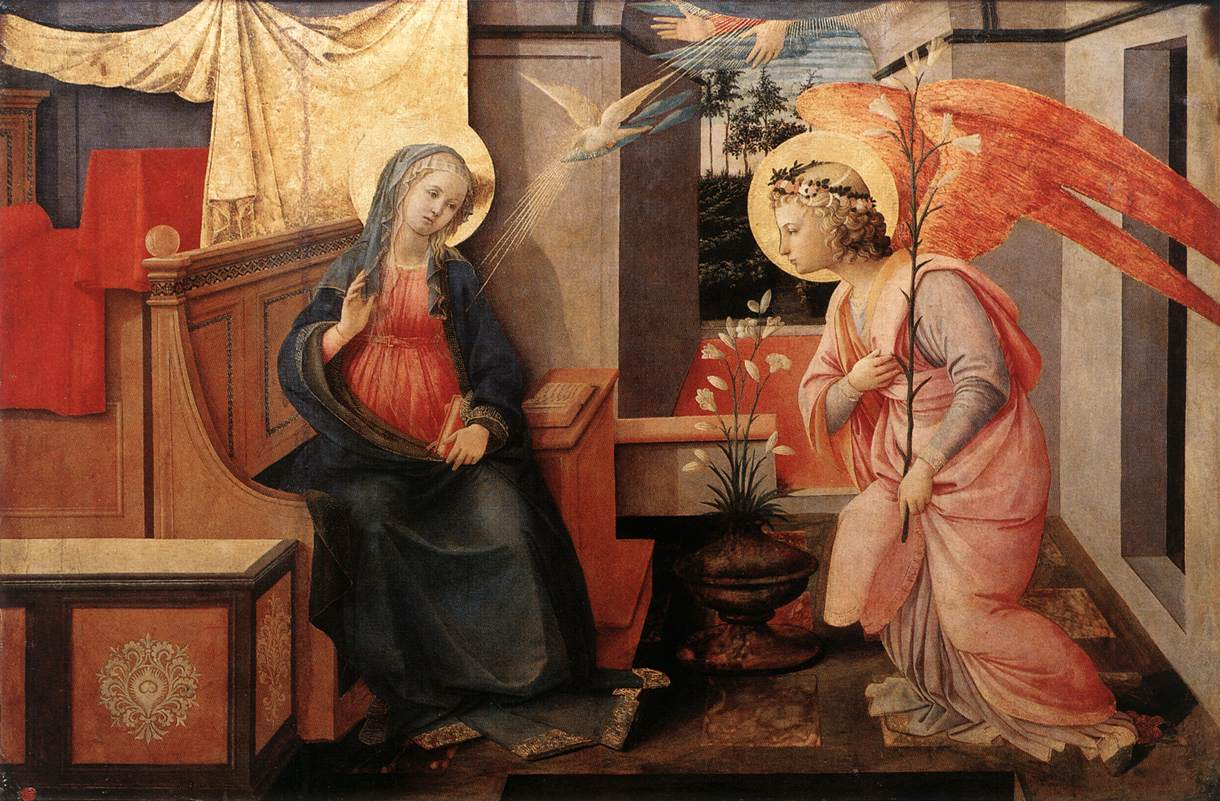
フィリッポ・リッピ 『受胎告知』 117 x 173 cm
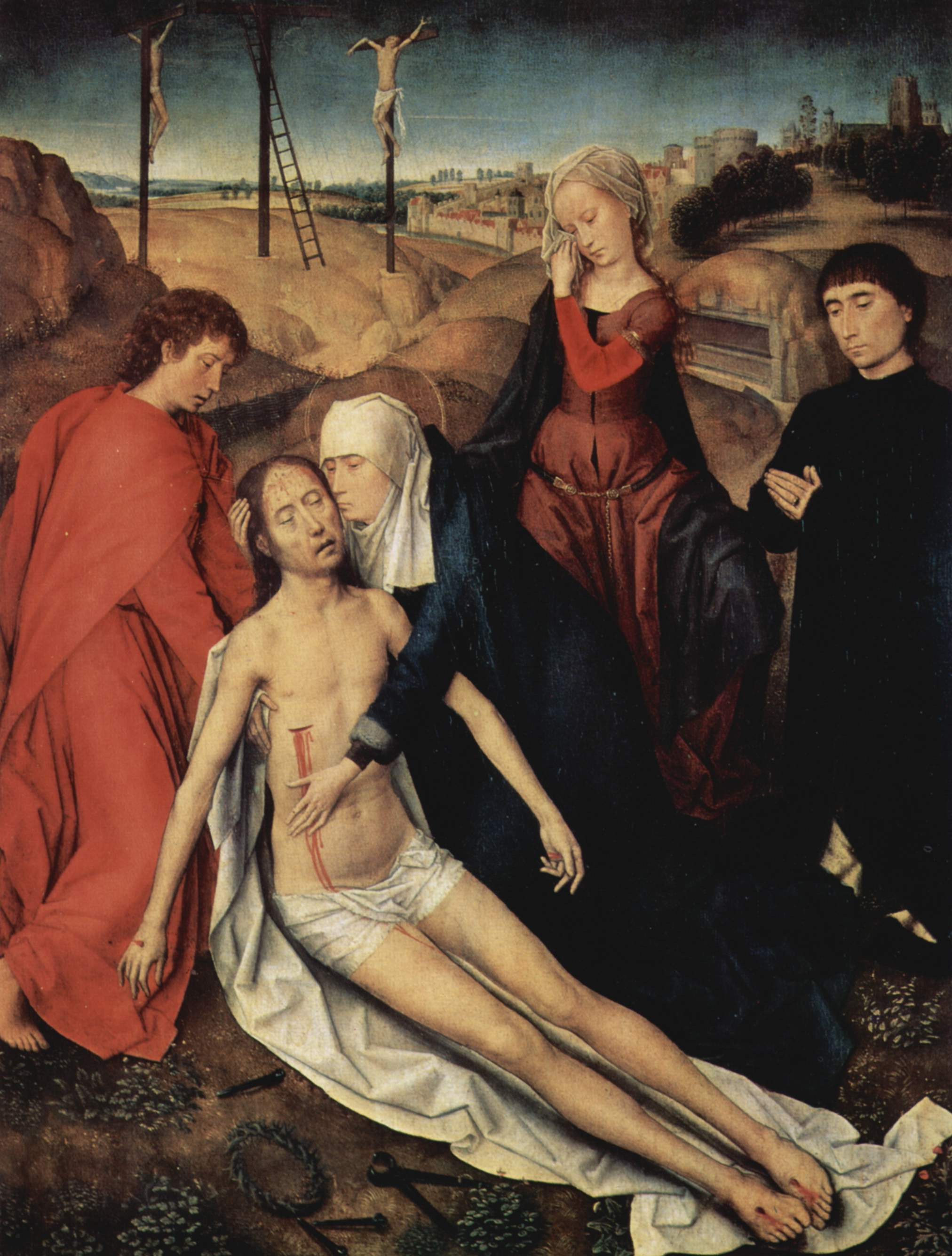
ハンス・メムリンク Lamentation 68 x 53 cm
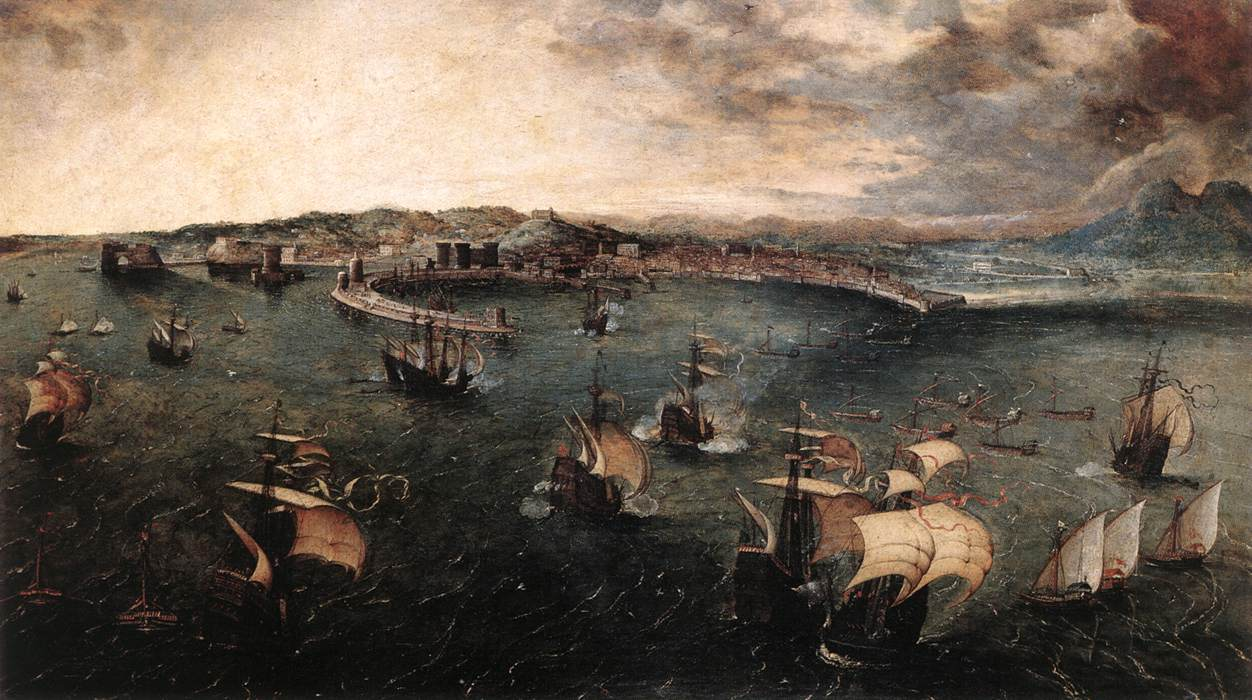
ピーテル・ブリューゲル 『ナポリ湾の海戦』 42 x71 cm
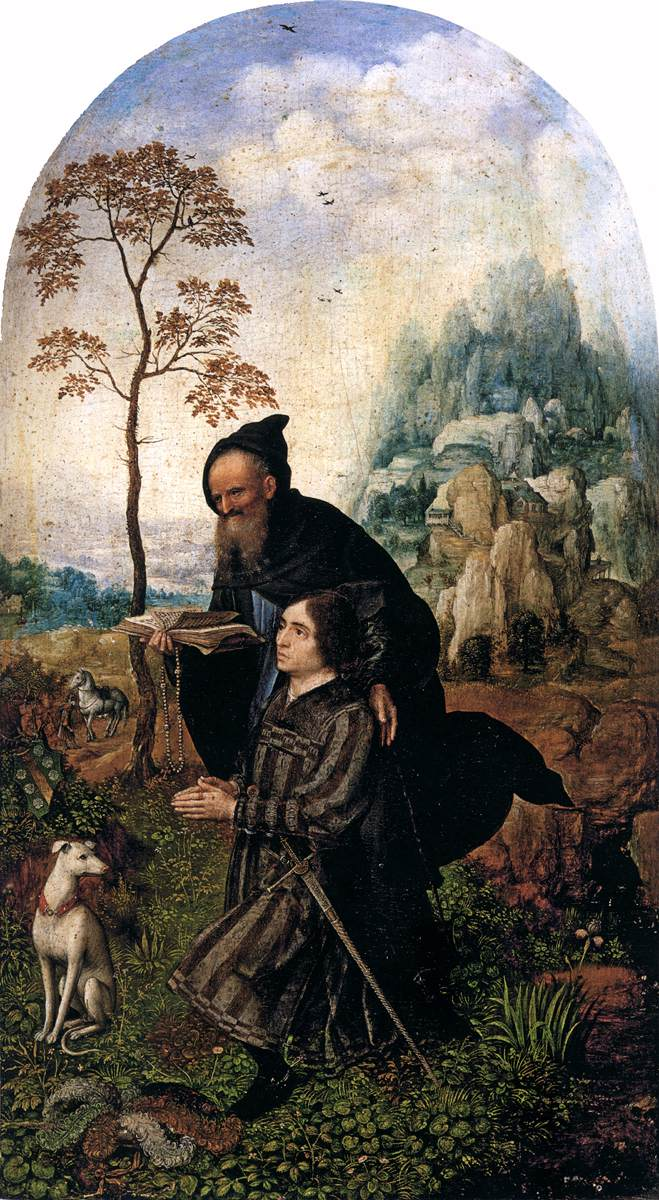
ヤン・ホッサールト The Doria-Pamphilj Diptych  40 x 22 cm
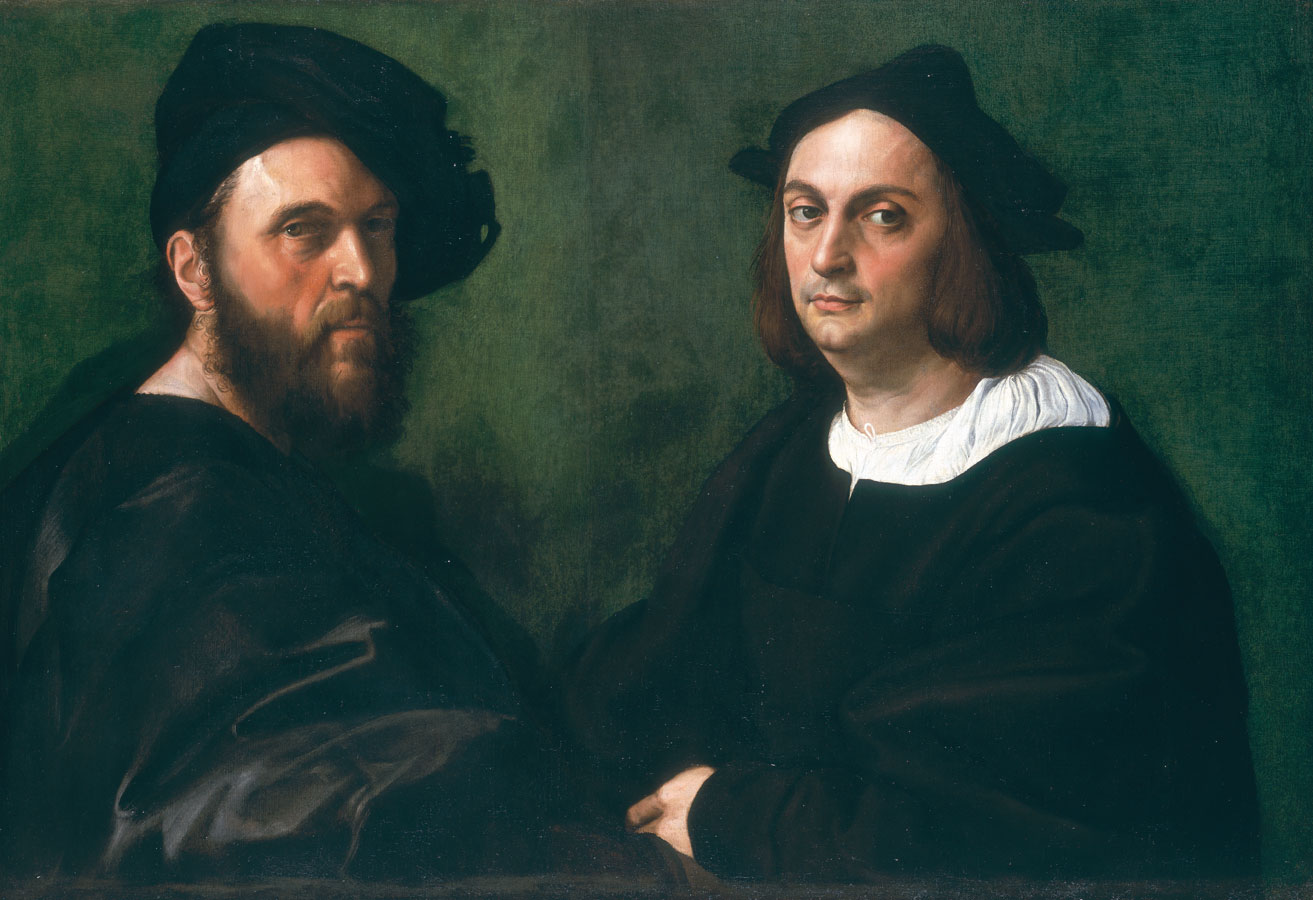
ラファエロ Double Portrait 77 x 111 cm